# قيس الخنجي
قيس الخنجي رجل أعمال ورائد أعمال عماني وعضو في مجلس إدارة عدد من المؤسسات العمانية.
يعد قيس الخنجي شريكا في ملكية شركة (Genesis International) ويشغل منصب الرئيس التنفيذي لها وهي مؤسسة تكوين طبي في سلطنة عمان.

## نشأته وحياته الخاصة
ولد في مسقط، سلطنة عمان في العام 1978م، وهو متزوج وأب لثلاثة أطفال: زينة ومحمود وحلا.

## دراسته
حصل الخنجي على درجة البكالوريوس في تخصص إدارة الأعمال من جامعة دي مونتفورت في ليستر، بريطانيا في العام 2001م.

## حياته العمليّة
أسس قيس شركته الأولى في العام 2010م والتي تحمل اسم قيس المتحدة للتجارة في مجال توريد المعدات. في العام 2012م، أسس قيس شركته الثانية وهي شركة تكوين الدولية (Genesis International) والتي تقوم حاليًا بتقديم حلول تكنولوجيا المعلومات، إضافة لمحاولة تنفيذ ما يسمى بالـ (Smart City) أو المدينة الذكية والذي هو عبارة عن تسهيل الدفع الإلكتروني لفواتير الماء والكهرباء ضمن نطاق سكاني معين. وتسعى الشركة الآن إلى محاولة تطبيق هذا النظام في العاصمة العمانية مسقط وأجزاء من الهند.
وشهد العام 2013م إنشاء قيس لشركته الثالثة التي حملت اسم تكوين لمشاريع الاستثمار (Genesis Projects and
Investments) وهي شركة تعمل في مجال النفط والغاز. وتعد هذه الشركة عبارة عن مختبر لتعزيز
استخراج النفط (Enhanced Oil Recovery)  أو ما يعرف اختصارًا بـ EOR.
ويشغل الخنجي عددا من المناصب الأخرى، فهو عضو مجلس إدارة شركة الأسماك العمانية منذ عام 2006م ، وعضو مجلس إدارة الشركة العمانية للهندسة والاستثمار منذ عام 2009م ، وعضو مجلس إدارة صندوق تنمية مشاريع الشباب (شراكة) منذ عام 2011م  إضافة إلى كونه عضوًا في مجلس إدارة شركة مسقط القابضة منذ عام 2013م
.
كما كرّٙمته حكومة عمان وعيّنته ممثلا لها، فاختير عضوا في مجموعة رواد الأعمال لغرض لقاء الرئيس الهندي السابق أبو بكر زين العابدين عبد الكلام لبحث العلاقات التجارية الهندية العمانية.